# Vehicul de lansare

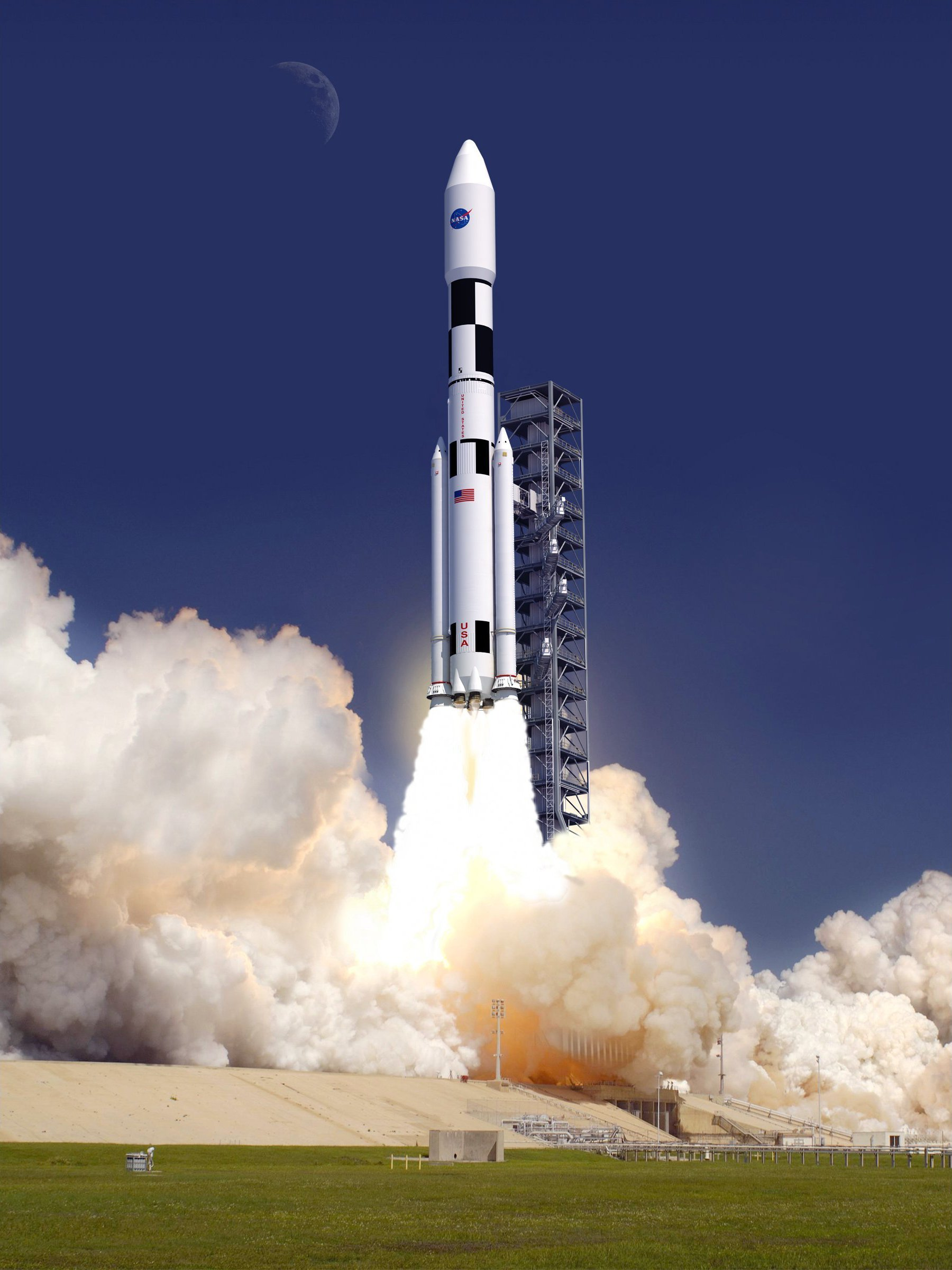
Un vehicul de lansare SLS-130 (concept artistic)

Un vehicul de lansare spațială (alternativ lansator, rachetă purtătoare) este o rachetă balistică cu mai multe trepte, concepută pentru a transporta sarcini utile în spațiu. 
Un sistem de lansare include vehiculul propriu-zis, rampa de lansare și alte infrastructuri adecvate scopului. Sarcina utilă a unei rachete purtătoare este cel mai adesea un satelit artificial, ce urmează a fi plasat pe o orbită terestră. În afară de zborurile orbitale unele zboruri sunt sub-orbitale, în timp ce altele permit navelor spațiale să părăsească orbita Pământului în întregime. Un vehicul lansator utilizat pentru un zbor suborbital este adesea numit o rachetă de sondare.
Vehiculele de lansare pe orbită a Pământului au de obicei cel puțin două etaje/trepte, uneori 4 sau mai multe.

## Legături externe
- S. A. Kamal, A. Mirza: The Multi-Stage-Q System and the Inverse-Q System for Possible application in SLV Arhivat în 14 aprilie 2010, la Wayback Machine., Proc. IBCAST 2005, Volume 3, Control and Simulation, Edited by Hussain SI, Munir A, Kiyani J, Samar R, Khan MA, National Center for Physics, Bhurban, KP, Pakistan, 2006, pp 27–33 Free Full Text